# Desa Cintakarya (administrativ by i Indonesien, lat -6,99, long 107,40)
Desa Cintakarya är en administrativ by i Indonesien.   Den ligger i provinsen Jawa Barat, i den västra delen av landet, 110 km sydost om huvudstaden Jakarta.